# Revue de l'Agenais
La Revue de l'Agenais et des anciennes provinces du Sud-Ouest, historique, littéraire, scientifique et artistique, est une revue mensuelle française publiée à Agen (Lot-et-Garonne) sous la direction de Fernand Lamy, rédacteur en chef du Journal de Lot-et-Garonne, à partir de janvier 1874. Elle est imprimée par Prosper Noubel, imprimeur-éditeur à Agen.
La Revue est publiée sous le patronage de l'Académie des sciences, lettres et arts d'Agen, qui devient par la suite la Société académique d'Agen. Les premières contributions sont celles de Fernand Lamy, M. de Tréverret, Adolphe Magen, J.-B. Goux, J. Lacoste, Eug. Dupeyron, Jules Andrieu. On retrouve ensuite les signatures de Jean-François Bladé, Louis Ducos du Hauron, Philippe Lauzun, Philippe Tamizey de Larroque...
La Revue de l'Agenais se poursuit sans interruption jusqu'à nos jours.